# مولی سیاه مخملی
مولی سیاه یا سیاه مخملی (نام علمی: Poecilia sphenops) نام یک گونه اصلاح شده ملانیسم از سرده ماهی مولی از خانواده رنگین‌ماهیان است. تمام قسمتهای بدن این مولی به رنگ سیاه است. مولی یکی از زیباترین و شناخته شده ترین ماهی های آکواریومی است که تقریباً به آسانی و مانند گوپی ها قابل نگهداری و تکثیر است.
دمای ایده آل برای مولی بین ۲۰ تا ۲۸ درجه ی سانتی گراد و (PH) ۷ تا ۸/۷ است. تشخیص جنس ماهی در ماهی مولی بسیار ساده است. باله دمی نر بیشتر نوک تیز است. باله مقعدی ماهی نر به گونوپودیوم (آلت تناسلی) تبدیل شده‌است، اندامی به شکل لوله که تقریبا شبیه به آلت تناسلی پستاندران، برای تولید مثل استفاده می‌شود. مولی از دسته ماهیان زنده زا است. وجود گیاه در آکواریوم پناهگاه هایی را برای نوزادان فراهم کرده و احتمال زنده ماندن آن ها را افزایش می دهد. ماهی ماده به طور متوسط هر ۶۰ تا ۷۰ روز و در هر بار ۱۰ تا ۶۰ نوزاد بدنیا می آورد. مولی نیز همانند سایر زنده زایان نظیر گوپی و پلاتی با هر یک بار جفت گیری با یک بار جفتگیری اسپرم ماهی نر به مدت 6 ماه در بدن ماهی ماده میماند و میتواند به دفعات بدون نیاز به جفتگیری مجدد، بچه به دنیا بیاورد.
مولی را می توان با انواع غذاهای خشک و نوزاد سایر ماهی ها تغذیه نمود. در بهترین شرایط باید روزی سه مرتبه به مقدار کم غذادهی انجام شود.
مولی با ماهی های گوپی، پلاتی، دم شمشیری، انواع تترا، انواع دانیو و رازبورا ها سازگاری کامل و با ماهی های بارب، گورامی و لوچ سازگاری نسبی دارد.